# Enrico Ruggeri
Enrico Ruggeri, cantautor italià nascut a Milà el 5 de juny de 1957.
Va debutar al món de la cançó en la dècada dels 70 amb diversos grups alternatius, com els Decibel. El 1981, no obstant això, va decidir començar la seva carrera en solitari com a cantautor, component també per a altres artistes del seu país.
És un habitual del festival de Sant Remo en les facetes de cantant i de compositor, ha guanyat el concurs en dues ocasions: el 1987, amb "Si può dare di più" (Es pot donar més), en un trio compost per a l'ocasió juntament amb Gianni Morandi i Umberto Tozzi, tres grans aficionats al futbol, també el 1993 va vèncer a Sant Remo, aquesta vegada amb la cançó "Mistero" (Misteri), però va participar a Eurovisió aquest mateix any amb "Sole d'Europa" (Sol d'Europa).
Entre els seus projectes estava gravar un disc en castellà Gente con alma que finalment va sortir per Sony B.M.G.

## Discografia

### Albums
- 1977: Punk
- 1980: Vivo da re
- 1981: Champagne molotov
- 1983: Polvere
- 1984: Presente studio-live
- 1985: Tutto scorre
- 1986: Difesa francese
- 1986: Enrico VIII
- 1987: Vai Rrouge (live)
- 1988: La parola ai testimoni
- 1989: Contatti
- 1990: Il falco e il gabbiano
- 1991: Peter Pan
- 1993: La giostra della memoria
- 1994: Oggetti smarriti
- 1996: Fango e stelle (darrer LP)
- 1997: Domani è un altro giorno
- 1998: La gente con alma (en castellà)
- 1999: L' isola dei tesori
- 2000: L' uomo che vola
- 2001: La vie en rouge (doble directe)
- 2002: La vie en rouge (2 noves cançons)
- 2003: Gli occhi del musicista
- 2004: Punk prima di te
- 2005: Amore e guerra
- 2006: Cuore muscoli e cervello (3 CDs)
- 2007: Il regalo di Natale
- 2008: Rock show
- 2009: All in l'ultima follia di Enrico Ruggeri (3 CDs)
- 2009: Il regalo di Natale (3 noves cançons)
- 2010: La ruota

### Col·laboracions
- 1995 - Tributo ad Augusto